# Juszczyn (województwo dolnośląskie)
Juszczyn – wieś w Polsce położona w województwie dolnośląskim, w powiecie średzkim, w gminie Środa Śląska.

## Podział administracyjny
W latach 1975–1998 miejscowość administracyjnie należała do województwa wrocławskiego.

## Zabytki
Do wojewódzkiego rejestru zabytków wpisany jest:
- zespół pałacowy:
  - pałac, z 1825 r.
  - park z kopcem widokowym, z połowy XIX w.
  - spichrz, z pierwszej połowy XIX w.